# No Quarter
No Quarter war eine walisische New-Wave-of-British-Heavy-Metal- und Hard-Rock-Band aus Cwmbran, die 1980 gegründet wurde und sich ca. 1985 auflöste. 1992 fand sich die Gruppe wieder zusammen, ehe es etwa 1995 erneut zum Zerfall kam.

## Geschichte
Die Band wurde im Jahr 1980 gegründet und legte im Folgejahr ein erstes Demo mit fünf Liedern unter dem Namen Songs in Circles vor. Vertrieben wurde das Demo über Neon Records, wobei sich insgesamt rund 1.500 Kopien absetzten. Unter den Käufern waren auch einige in Dänemark, Deutschland, Frankreich und Australien. Durch das Demo wurden die Verantwortlichen der Friday Rock Show auf die Band aufmerksam. Für die Sendung nahm die Band eine halbe Stunde an Material auf, das am 16. April 1982 ausgestrahlt wurde. Hierbei spielte die Band Songs wie Power and the Key, Racing for Home, The Last Song und Calling. Durch den Auftrittserfolg war es der Band möglich, Power and the Key auf dem Sampler Heavy Metal Heroes Vol. 2 zu platzieren und damit erstmals auf Schallplatte präsent zu sein. Im selben Jahr erschien außerdem ein sieben Lieder umfassendes zweites Demo namens Uncertain Future, das erneut von Neon Records vertrieben wurde. Da die Band mit der Klangqualität nicht zufrieden war, stoppte sie den Vertrieb nach kurzer Zeit wieder, sodass nur wenige Exemplare in Umlauf kamen. 1983 stieß Rob Palmer als neuer Bassist zur Besetzung. Die Band hatte sich mittlerweile schon eine recht große Bekanntheit in Südwales erspielen können, jedoch war sie in den restlichen Teilen Großbritanniens noch unbekannt. Um dies zu ändern veröffentlichte die Band im selben Jahr die selbstfinanzierte EP Survivors bei Reel Records, die neben dem Titellied die beiden weiteren Lieder Time and Space und Racing for Home enthält, wobei die Veröffentlichung auf eine Auflage von 1.000 Stück begrenzt war. Da die Originalpressung schon bald vergriffen war, entschloss sich Bullet Records zu einer Neuauflage. Es folgten verstärkt Auftritte, wobei die Band im selben Jahr im Broadmoor Hospital, einer Gefängniseinrichtung für kriminelle Geisteskranke, spielte. Etwa ein Jahr später brach der Sänger Philip „Snappi“ Lyes während eines Auftritts zusammen, woraufhin sein permanentes Ausscheiden aus Gesundheitsgründen bekanntgegeben wurde. Die Band hatte bereits die Trackliste für die nächste EP angefertigt und das Lied Broadmoor Blues aufgenommen, in dem die Gruppe den Auftritt im Broadmoor Hospital thematisiert. Da die Band trotz hoher Produktionskosten mit dem Resultat nicht ausreichend zufrieden war, wurde die EP nur halbherzig angeboten. Hinzu kam noch ein Streit mit dem Management vor der Pressung der EP, woraufhin es mit fast der kompletten Auflage des Tonträgers verschwand. Dadurch erschienen 1985 als EP unter dem Namen Birds of Prey bei Bonzo Bear Records nur eine Handvoll Einheiten des Tonträgers. Die Band erholte sich hiervon nicht und es kam zur Auflösung.
1992 wurde die Gruppe wiederbelebt, anfangs nur um die alten Lieder wieder zu spielen. Jedoch wurden auch etwas später Auftritte abgehalten und es wurde an neuem Material geschrieben, wobei die Besetzung nun neben dem Sänger Lyes und dem Gitarristen Dave Young aus dem Bassisten Glenn Daniel und dem Schlagzeuger Justyn Hook bestand. 1994 erschien über Vinyl Tap Records die Kompilation The Best of No Quarter, die aus bisher unveröffentlichtem Material sowie den drei Liedern der EP Survivors besteht. Nach der Veröffentlichung löste sich die Band wieder auf.

## Stil
Laut Malc Macmillan in The N.W.O.B.H.M. Encyclopedia wurde die Band stark durch Led Zeppelin beeinflusst. Dieser Einfluss sei auch in Power and the Key von Heavy Metal Heroes Vol. 2 hörbar. Weitere klangliche Parallelen gebe es zu Lone Star sowie den NWoBHM-Bands Whitefire, Friends und Harrier. Den Led-Zeppelin-Einfluss, den man laut The International Encyclopedia of Hard Rock and Heavy Metal schon am Bandnamen erkennen könne, bestätigte auch Matthias Mader in NWoBHM New Wave of British Heavy Metal The glory Days.
In seiner Rezension zu Survivors schrieb Martin Popoff in seinem Buch The Collector’s Guide of Heavy Metal Volume 2: The Eighties, dass es sich bei No Quarter um einen unterbewerteten NWoBHM-Vertreter handelt. Die Musik sei solider Upbeat-Pop-Metal und könne als eine Mischung aus The Sweet und Teaze bezeichnet werden. Auch gebe es akustische Elemente, die denen von Led Zeppelin ähneln würden. Als vergleichbare Veröffentlichungen führte Popoff Tonträger von Holocaust, Quartz, Warrior, Paralex, Crucifixion, Witchfinder General und Angel Witch an. Im dritten Band seiner Buchreihe schrieb Popoff zu The Best of No Quarter, dass es sich bei No Quarter um eine der besten nicht beachteten NWoBHM-Bands handelt. Auf der Kompilation klinge die Band wie eine kommerzielle, un-satanische Version von Angel Witch oder etwas wie eine Mischung aus Diamond Head und Stampede oder auch wie Quartz nur ohne Budget.

## Diskografie
- 1981: Songs in Circles (Demo, Eigenveröffentlichung)
- 1982: Uncertain Future (Demo, Eigenveröffentlichung)
- 1983: Survivors (EP, Reel Records)
- 1985: Birds of Prey (EP, Bonzo Bear Records)
- 1994: The Best of No Quarter (Kompilation, Vinyl Tap Records)